# The Family Man
The Family Man (bra: Um Homem de Família; prt: Dois Destinos) é um filme de comédia e drama romântico estadunidense de 2000 dirigido por Brett Ratner, e estrelado por Nicolas Cage e Téa Leoni. A produtora da Cage, a Saturn Films, ajudou a produzir o filme. O filme centra-se em um homem que experimenta o que poderia ter sido sua vida se tivesse tomado uma decisão diferente em sua vida anterior com a ajuda de um anjo da guarda.
The Family Man abriu em 3º na bilheteria estadunidense, faturando US$15.1 milhões em seu primeiro fim de semana, atrás dos filmes What Women Want e Cast Away, que abriu o primeiro lugar. Após 15 semanas de lançamento, o filme arrecadou US$75,793,305 nos EUA e Canadá e US$48,951,778 em outros lugares, elevando o total mundial do filme para US$124,745,083. O filme recebeu críticas mistas dos críticos. Rotten Tomatoes deu ao filme uma pontuação de 53% com base em 128 avaliações, com uma classificação média de 5.5/10. O consenso do site afirma: "Apesar das boas atuações de Cage e especialmente de Leoni, The Family Man é muito previsível e derivativo para acrescentar algo novo ao gênero natalino. Além disso, afunda sob seu sentimentalismo". Metacritic reporta uma classificação de 42 de 100 com base em 28 revisões, indicando "revisões mistas ou médias".
Em 2015, a Hallmark Channel produziu e exibiu o telefilme Family for Christmas, dirigida por Amanda Tapping e estrelada por Lacey Chabert e Tyron Leitso com um enredo semelhante.

## Sinopse
Jack e Kate, que estão juntos desde a faculdade, estão no Aeroporto Internacional John F. Kennedy, em Nova York, onde Jack está prestes a sair para um estágio de 12 meses no Barclays Bank, em Londres. Kate diz que teme que a separação seja fatal para o relacionamento deles, mas ele a tranquiliza, dizendo que o amor deles é forte o suficiente para durar, e ele foge.
A cena se desvanece para "13 anos depois": Jack é agora um executivo não casado de Wall Street em Nova York, vivendo uma vida despreocupada de solteiro. No trabalho, ele está montando uma fusão multi-bilionária e ordenou uma reunião de emergência no dia de Natal. Em seu escritório, na véspera de Natal, ele recebe uma mensagem para contatar Kate, mas, embora ele se lembre dela, ele a rejeita, aparentemente desinteressado.
A caminho de casa, ele está em uma loja de conveniência quando um jovem, Cash, entra alegando ter um bilhete de loteria premiado no valor de $238, mas o balconista da loja o recusa, dizendo que o bilhete é uma falsificação. Cash sacou uma arma e ameaçou-o, então Jack se oferece para comprar o ingresso. Jack se oferece para ajudar Cash. Em troca, Cash questiona Jack, perguntando se ele está perdendo alguma coisa em sua vida. Jack diz que ele tem tudo que ele precisa. Cash diz a Jack que as ações têm consequências e que Jack trouxe o que quer que esteja acontecendo. Jack intrigado retorna para sua cobertura e dorme.
Tudo muda num passe de mágica quando na manhã seguinte ele acorda em um quarto no subúrbio de Nova Jersey com Kate, a sua atual esposa, com quem anteriormente ele havia deixado de se casar e ainda com duas crianças que ele sequer conhecia, Jack percebe então que esta é justamente a vida que ele teria se não tivesse se transformado em um investidor financeiro quando jovem. Ao invés disso, ele tem uma vida modesta, onde ele é um vendedor de pneus e Kate é uma advogada não-remunerada. Ele corre de volta para seu escritório e condomínio em Nova York, mas seus amigos mais próximos não o reconhecem. Jack corre para a rua e encontra Cash dirigindo a Ferrari de Jack. Cash é revelado para ser um anjo da guarda.
Jack se esforça para ser um bom homem de família, mas comete sérios erros, como perder a abertura dos presentes de natal, flertar com outra mulher (Jeannie) e o principal, esquecer o aniversário de casamento. Porém, a filha de Jack logo percebe que este não era seu pai, e resolve manter este segredo, ajudando-o a "sobreviver" em sua nova vida. Ele começa a ter sucesso em sua nova vida, criando um vínculo com seus "filhos", se apaixonando por sua esposa e trabalhando duro em seu trabalho tedioso.
Quando, repentinamente, ele tem uma conversa com Peter Lassiter na loja de pneus, onde acaba recebendo uma oferta de trabalho na mesma firma onde era presidente em sua vida alternativa. Lá ele encontra um ex-assistente bajulador ocupando o cargo de presidente, ao invés de Jack. A possível volta à vida luxuosa, se mudar para a cidade de Nova Iorque e dentre outras regalias acabam seduzindo Jack, porém, Kate o convence de se manter na casa no subúrbio de Nova Jersey e passar o tempo com sua família.
Quando Jack se da conta do verdadeiro valor de sua nova vida, ele acaba acordando em sua cobertura, com a sua velha vida de rico e solteiro, desesperado ele acaba se esquecendo de seu negócio onde conseguiria 130 bilhões de dólares com a fusão de uma indústria farmacêutica para encontrar Kate (que havia deixado uma mensagem no dia anterior) ele a encontra se mudando de uma casa luxuosa na cidade - assim como Jack, ela se focou em sua carreira e se tornou uma bem sucedida e rica advogada, e só ligou para ele para que pudesse entregar suas coisas da época em que ainda namoravam. Antes que ela se mudasse para Paris, onde ficaria a matriz de sua empresa, Jack corre atrás dela no aeroporto e, aparentemente de forma aleatória, descreve a vida que ambos tiveram na vida alternativa, em um esforço para voltar com ela. Chocada, mas intrigada, ela aceita tomar uma xícara de café com ele, sugerindo com que o final fosse que os dois possam ter um futuro juntos.

## Elenco
- Nicolas Cage como Jack Campbell
- Téa Leoni como Kate Reynolds / Kate Campbell
- Don Cheadle como Cash
- Makenzie Vega como Annie Campbell
- Jake e Ryan Milkovich como Josh Campbell
- Jeremy Piven como Arnie
- Lisa Thornhill como Evelyn Thompson
- Saul Rubinek como Alan Mintz
- Josef Sommer como Peter Lassiter
- Harve Presnell como Ed Reynolds
- Mary Beth Hurt como Adelle
- Francine York como Lorraine Reynolds
- Amber Valletta como Paula
- Ken Leung como Sam Wong
- Kate Walsh como Jeannie
- Gianni Russo como Nick
- Tom McGowan como Bill
- Joel McKinnon Miller como Tommy
- Robert Downey Sr. 'A Prince' como homem na casa
- Paul Sorvino (cenas deletadas) como Sydney Potter